# 190057 Nakagawa
190057 Nakagawa è un asteroide della fascia principale. Scoperto nel 2004, presenta un'orbita caratterizzata da un semiasse maggiore pari a 2,7564025 UA e da un'eccentricità di 0,1182651, inclinata di 3,86342° rispetto all'eclittica.
L'asteroide è dedicato all'omonimo fiume che scorre per circa 125 km nella prefettura di Tokushima in Giappone.